# Pihtipudas
Pihtipudas est une municipalité du centre-ouest de la Finlande, dans la région de Finlande-Centrale.

## Géographie
C'est la commune la plus septentrionale de la région.
Coupée en deux par une série de grands lacs (Kolima, Alvajärvi, Muurasjärvi...), elle est peu vallonnée et largement couverte par la forêt à l'exception de zones limitées dévolues à l'agriculture.
Les zones Natura 2000 de Pihtipudas sont: Makkaran niitty, Multarinmeri - Harjuntakanen - Riitasuo, Rahkasuo, Seläntauksen suot, Suojärviensuo - Niittosuo, Suurisuo - Sepänsuo - Paanasenneva - Teerineva, Suurusneva, Syväjärvenlehto, Varisvuori - Louhukangas - Saukonlähde, Virkamäen letto - Kovasräme, Louhuvuori, Kivineva - Karhukangas et Kolima.
Elle est entourée par les municipalités de Viitasaari au sud, Kinnula à l'ouest, Pielavesi et Keitele à l'est (les 2 en Savonie du Nord), Reisjärvi, Haapajärvi et Pyhäjärvi au nord (toutes en Ostrobotnie du Nord).

## Transports
Pihtipudas est traversée par la nationale 4 (E75) et la Seututie 760.
Le village se situe à 412 km d'Helsinki, 201 km d'Oulu et 136 km de Jyväskylä.

## Démographie
Depuis 1980, l'évolution démographique de Pihtipudas est la suivante, :
| Année      | 1980  | 1985  | 1990  | 1995  | 2000  | 2005  |
| ---------- | ----- | ----- | ----- | ----- | ----- | ----- |
| population | 6 091 | 5 945 | 5 680 | 5 550 | 5 225 | 4 917 |
| Année      | 2010  | 2015  | 2020  |       |       |       |
| population | 4 563 | 4 221 | 4 007 |       |       |       |

## Économie
En 2017, la commune comptait 1 466 emplois. Parmi ceux-ci, 19,1% étaient dans la production primaire (agriculture, foresterie et pêche), 65,5% dans les services et 13,3% dans la transformation. La part de la production primaire était plus élevée que dans tout le pays (2,9%)
.

### Principales entreprises
En 2021, les principales entreprises de Pihtipudas par chiffre d'affaires sont :
| Société                            | C.A.  |
| ---------------------------------- | ----- |
| KSBR Keski-Suomen Betonirakenne Oy | 37 M€ |
| FM Timber Oy                       | 34 M€ |
| Karjalan lisenssisaha Invest Oy    | 7 M€  |
| Putaan MottiMestarit Oy            | 4 M€  |
| K-Supermarket Pihtipudas           | 4 M€  |
| Dex Viihde Oy                      | 3 M€  |
| Maaselän Maatalous Oy              | 2 M€  |
| Pihtiputaan Lämpö ja Vesi Oy       | 2 M€  |
| Kuljetus Strandman Oy              | 2 M€  |
| Pihtiputaan Rauta ja Väri Oy       | 1 M€  |

### Employeurs
En 2021, ses plus importants employeurs sont:
| Employeur                          | Employés |
| ---------------------------------- | -------- |
| KSBR Keski-Suomen Betonirakenne Oy | 74       |
| FM Timber Oy                       | 54       |
| Putaan MottiMestarit Oy            | 24       |
| Niemenharjun Matkailukeskus        | 23       |
| Coronaria Kotikylä Kaski           | 21       |
| Matkailukeskus Niemenharju Oy      | 18       |
| Pihtiputaan Ajokonekorjaamo Oy     | 17       |
| Dex Viihde Oy                      | 14       |
| Osuuskunta OK-Team                 | 12       |
| Opto-Liitos Oy                     | 11       |

## Évènements
Elle est connue pour sa compétition de lancer du javelot chaque année en juillet.

## Personnalités
- Lauri Ihalainen, ministre
- Jorma Kinnunen, lanceur de javelot
- Lauri Pihkala, athlète

## Galerie

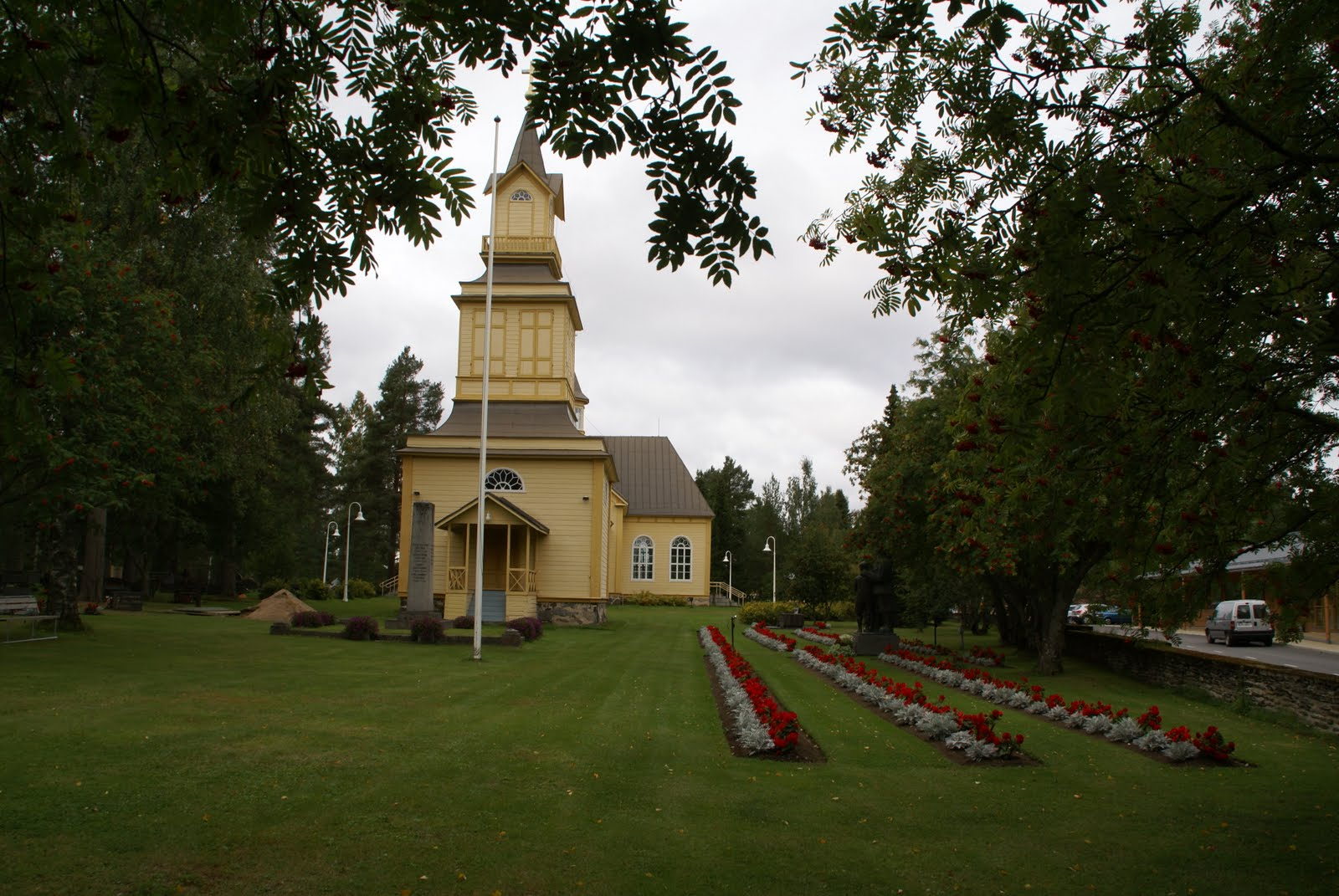
Le clocher de l'église.
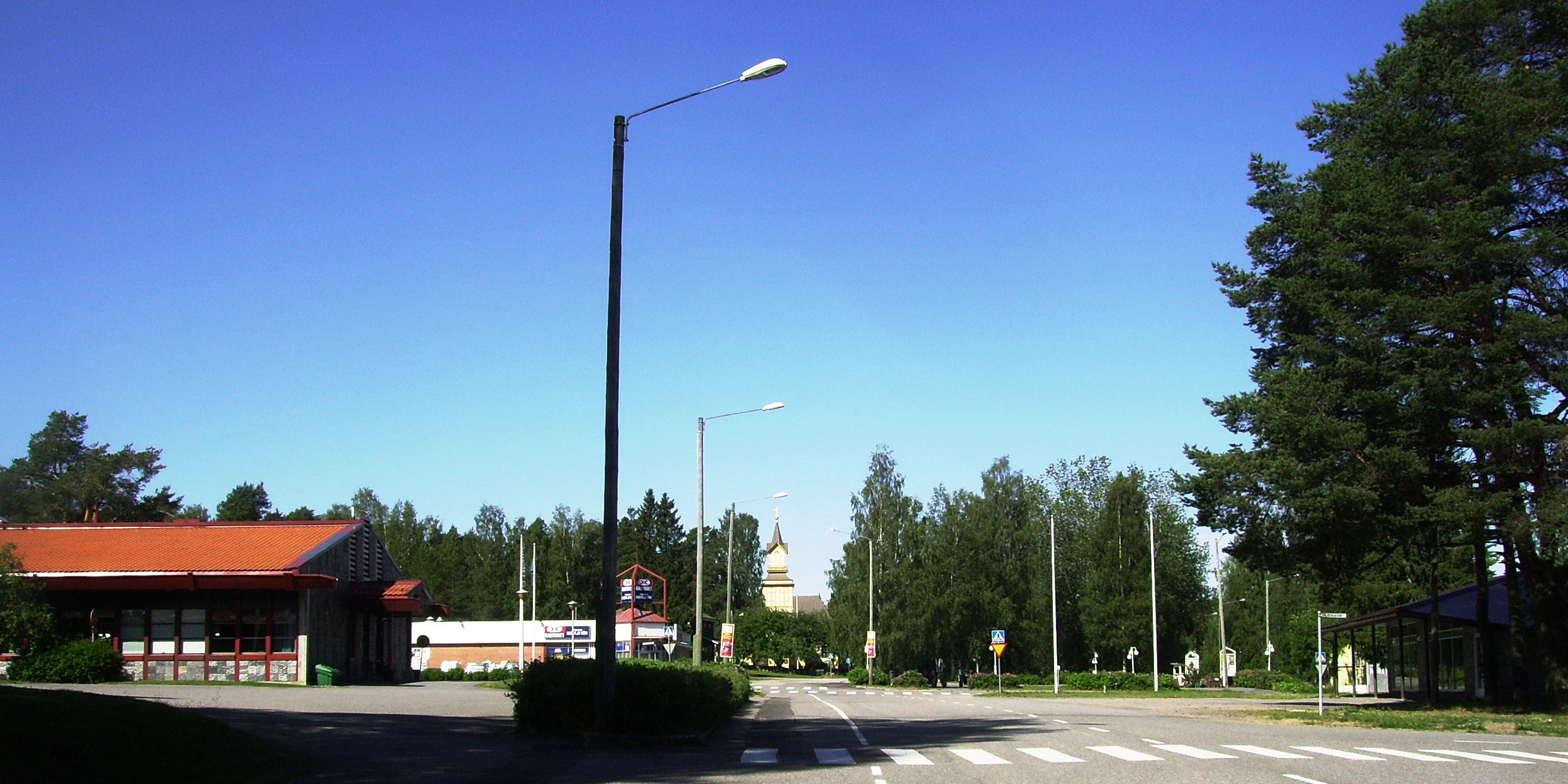
Rue en direction de l'église.
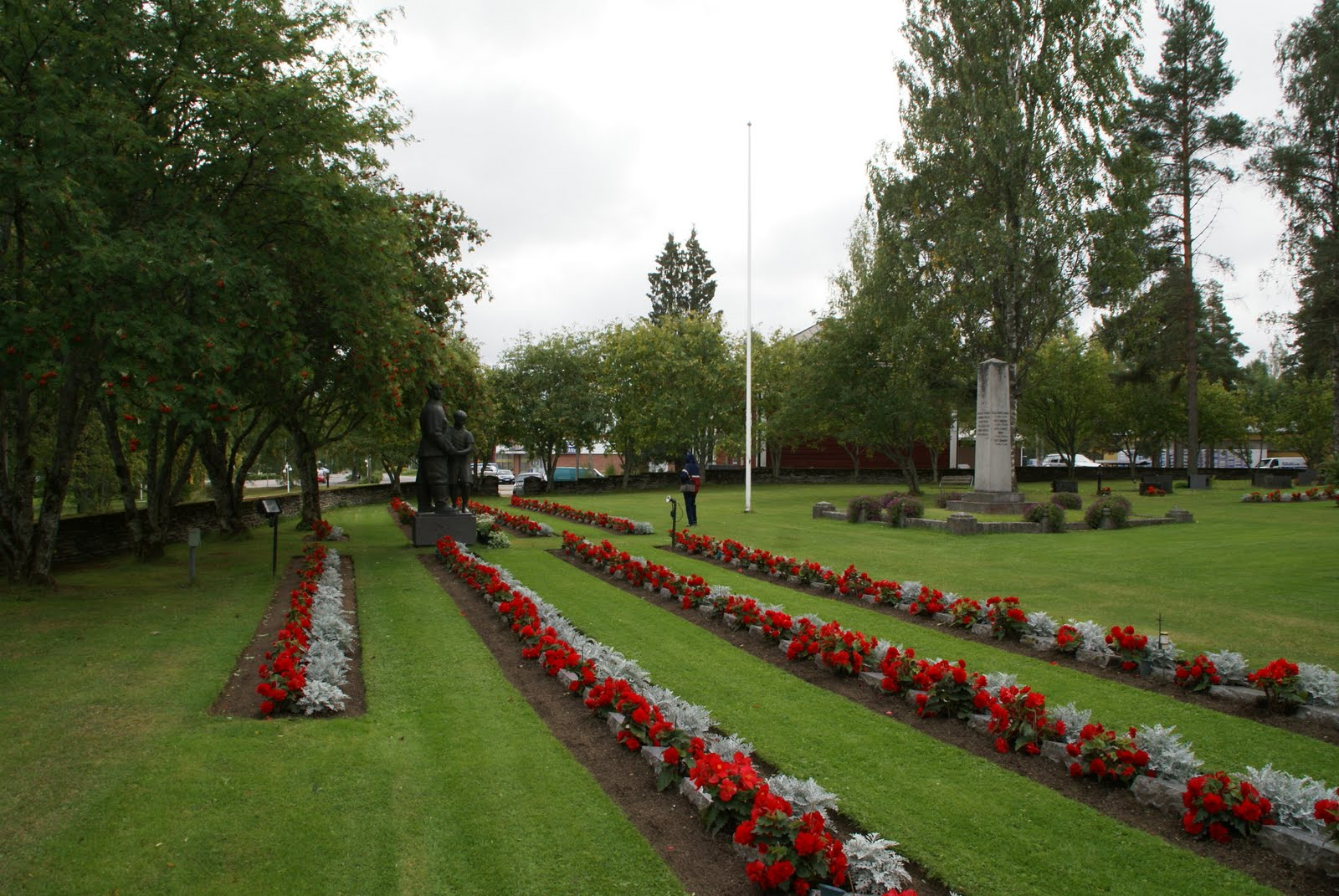
Le cimetière militaire.
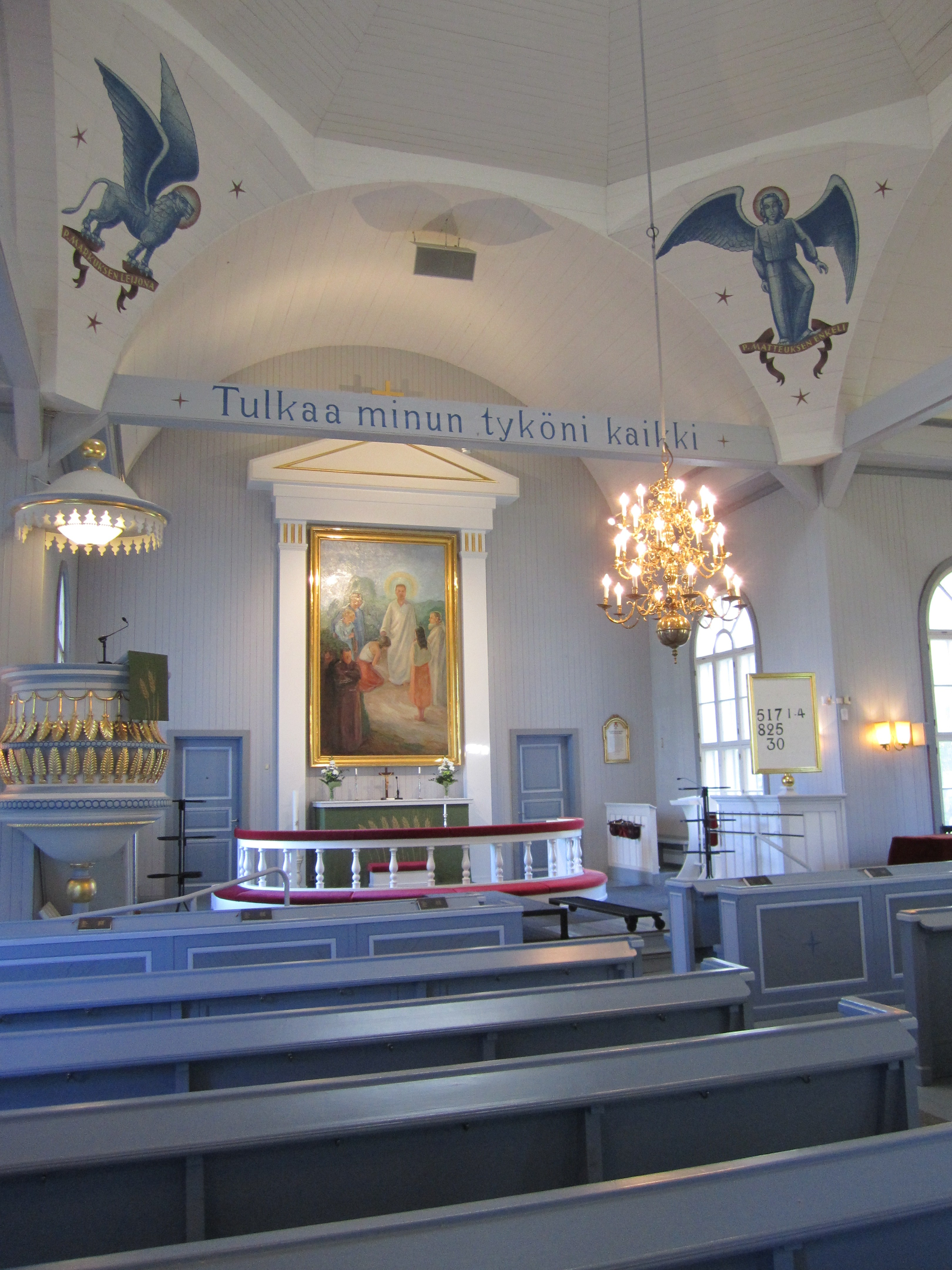
L'intérieur de l'église.